# Hương Thành, Chương Châu
Hương Thành (tiếng Trung: 芗城区, Hán Việt: Hương Thành khu) là một quận của thành phố Chương Châu, tỉnh Phúc Kiến, Cộng hòa Nhân dân Trung Hoa. Quận Hương Thành là trung tâm hành chính của Chương Châu. Quận này có dân số 400.000 người, diện tích 253 km², mã số bưu chính 363000. Quận Hương Thành được chia ra thành 4 trấn, 6 nhai đạo và một ủy ban quản lý.